# Autobusna linija br. 120 u Zagrebu
Linija 120 (Črnomerec – Gajnice – Prečko) dnevna je autobusna linija u Zagrebu.
Prometuje na trasi: Črnomerec – Ilica – Aleja grada Bologne – Ulica Velimira Škorpira – Ljubljanska avenija – Prečko (Svilkovići → Ulica I. M. Ronjgova → Ulica Slavenskog → Zagrebačka avenija). Neki polasci prometuju na skraćenoj trasi: Črnomerec – Dubravica.
Linija je do 21. listopada 2019. prometovala na kraćoj trasi Črnomerec – Gajnice, odnosno do stajališta u Huzjanovoj ulici.
Povezuje industrijske i trgovačke zone na Jankomiru s Črnomercom, Gajnicama i Prečkom.

## Vanjske poveznice
- Vozni red linije 120